# Circuito Cultural Praça da Liberdade
Criado em 2010, o Circuito Liberdade em Belo Horizonte, Minas Gerais, é um complexo cultural referência para moradores da capital mineira e visitantes. Prédios históricos, que antes abrigavam o centro administrativo do Estado, hoje respiram arte e cultura, preservando o patrimônio mineiro, a partir de parcerias público-privadas.
Os primeiros espaços a fazerem parte do complexo foram o Arquivo Público Mineiro, a Biblioteca Pública Estadual Luiz de Bessa, o Museu Mineiro e o Rainha da Sucata. Juntaram-se a eles, museus e equipamentos de cultura e formação que passaram a ocupar as antigas secretarias de governo, como o Museu das Minas e do Metal, o Espaço do Conhecimento UFMG, o Memorial Minas Gerais, além do Palácio da Liberdade. Nos anos seguintes, outros espaços foram incorporados, como o Centro de Arte Popular (2012), o Centro Cultural Banco do Brasil (2013), a Casa Fiat (2014), o BDMG Cultural (2015) e a Academia Mineira de Letras (2015).
Importante corredor cultural, gerido pela Secretaria de Cultura e Turismo de Minas Gerais, o Circuito hoje configura-se como um dos principais complexos culturais do país, reunindo na Praça da Liberdade - um dos símbolos da capital mineira - arte, ciência, cultura popular, museus, centros de memória, salas de exposição e espetáculos, espaços para oficinas e cursos. São 33 instituições, 13 geridas diretamente pelo governo estadual e as demais funcionam por meio de parcerias público-privadas.

## Formação
Alguns dos novos espaços, que serão inaugurados nos próximos anos, substituirão repartições públicas que foram transferidas para a Cidade Administrativa: 
- Centro de Ensaios Abertos (CENA);
- Museu do Automóvel, nas garagens do Palácio da Liberdade;
- Inhotim Escola;
- Museu do Clube da Esquina;
- e o Centro de Apoio Turístico Tancredo Neves.

## Espaços culturais

### Espaço do Conhecimento UFMG
Erguido no antigo prédio da reitoria da Universidade do Estado de Minas Gerais (UEMG), o Espaço do Conhecimento UFMG, patrocínio TIM UFMG mostra a criação do Universo, a vida na Terra e o meio ambiente em cenários interativos. Entre as atrações desse espaço estão o planetário e o observatório astronômico. Dentro do prédio de cinco andares, várias exposições reúnem passado, presente e futuro, contando a origem da vida e do homem e as consequências do relacionamento humano para o planeta. Patrocinado pela TIM e a Universidade Federal de Minas Gerais (UFMG), o museu tem projeto arquitetônico de Jô Vasconcelos e projeto museográfico do artista plástico Paulo Schmidt. Segundo anunciado, a iniciativa recebeu da TIM investimento de R$ 13 milhões. Para a exposição inaugural, a UFMG mobilizou uma equipe composta por 41 professores e técnicos.
Foi inaugurado em 21 de março de 2010 e aberto ao público dois dias depois.

### Museu das Minas e do Metal
Implantado no prédio da antiga Secretaria de Educação, o museu abriga acervo sobre mineração e metalurgia, documentando duas das principais atividades econômicas de Minas. O museu utiliza a tecnologia para mostrar o universo das rochas, os processos de transformação dos minérios e a importância deles para a vida humana e o desenvolvimento social, econômico e cultural. Em ambientes virtuais, os visitantes podem interagir com os espaços criados. O edifício foi restaurado e adequado com projeto arquitetônico de Paulo Mendes da Rocha e projeto museográfico de Marcelo Dantas. O museu teve patrocínio do Grupo EBX, que, segundo anunciado, investiu R$ 23 milhões. Foi inaugurado em 22 de março de 2010.

### Memorial de Minas Gerais Vale
O antigo prédio da Secretaria da Fazenda foi restaurado e adaptado para mostrar ao público a história de Minas Gerais. Com projeto arquitetônico dos arquitetos Carlos Maia, Débora Mendes, Eduardo França, Humberto Hermeto e Igor Macedo, e projeto museográfico do designer Gringo Cardia, o memorial utiliza recursos virtuais para reunir, em um mesmo espaço, parte da riqueza cultural do Estado, desde o século XVIII até o cenário contemporâneo, incluindo uma perspectiva futurista. Ambientes que misturam o real e o virtual reconstroem o universo de escritores mineiros, o mundo das fazendas, das tribos indígenas e quilombos, do barroco, das festas populares, do artesanato, da política, e da arqueologia do solo mineiro. Com patrocínio da Vale, que investiu R$ 27 milhões, o memorial tem projeto de restauração de Flávio Grillo.
Foi inaugurado em 10 de novembro de 2012.

### Centro de Arte Popular
O antigo Hospital São Tarcísio, localizado na Rua Gonçalves Dias, a poucos metros da Praça da Liberdade, foi transformado em um Centro de Arte Popular. O espaço privilegia a riqueza e a diversidade das manifestações culturais populares, valorizando o trabalho do artista que traduz no barro, na madeira e em outros materiais, o universo em que vivem. No Centro de Arte Popular, o público pode conhecer obras de artista de várias regiões do Estado, como o Vale do Jequitinhonha. Com uso de recursos interativos e audiovisuais, o museu dá ao visitante uma dimensão mais ampla da cultura mineira. O Centro de Arte Popular tem também salas de exposição temporária para mostrar obras de artistas não só de Minas, mas de todo o país. Com projeto da arquiteta pernambucana Janete Costa, este novo espaço é patrocinado pela Cemig. O imóvel foi cedido pelo Ipsemg por meio de convênio. O investimento é de R$ 6 milhões.
Foi inaugurado em 19 de março de 2012.

### Centro Cultural Banco do Brasil
O prédio da antiga Secretaria de Estado de Defesa Social abriga o Centro Cultural Banco do Brasil (CCBB). Assim como os demais Centros Culturais Banco do Brasil, o CCBB Belo Horizonte promoverá atividades nas áreas de artes plásticas, artes cênicas, música, ideias e programa educativo. Oferece programação regular e diversificada, com exposições temporárias; possui teatro com capacidade para 300 lugares; espaços para atividade audiovisual, música, dança, teatro e espaços multiuso para debates, conferências, oficinas, palestras e atividades interativas e educacionais; espaços de convivência, lazer e alimentação, além de loja para comercialização de produtos culturais. O investimento para instalação segundo material de divulgação, foi de R$ 21 milhões.

### Palácio da Liberdade
A atual sede do Governo do Estado, um dos principais cartões postais de Belo Horizonte, é um dos espaços do Circuito Cultural que já pode ser visitado. Sempre no último domingo de cada mês, o público pode conhecer a história de Minas contada a partir da sua vida política. Prédio central do conjunto arquitetônico da Praça da Liberdade, o Palácio foi construído em estilo eclético com influência neoclássica. Inaugurado em 1897, o edifício serviu de moradia a vários governadores. O Palácio passou pelo maior processo de restauração desde sua inauguração, com apoio do Instituto Oi Futuro, revelando verdadeiras obras de arte escondidas pelo tempo como pinturas em paredes e forro, além de um belo pátio interno. Após a transferência do Governo do Estado para a Cidade Administrativa, em construção na Região Norte da cidade, o Palácio da Liberdade será aberto à visitação pública permanente.

### Museu Mineiro
Instalado numa antiga e luxuosa residência do século XIX, na Avenida João Pinheiro, é outro importante espaço integrante do Circuito Cultural Praça da Liberdade. O Museu Mineiro abriga acervo de arte sacra mineira que documenta, de forma material e simbólica, momentos distintos da formação da cultura mineira. Atualmente, reúne 36 coleções vindas de diversas instituições e de particulares com quadros e esculturas, peças de arte sacra e de mobiliário, utensílios domésticos e objetos de uso pessoal, instrumentos de trabalho e de castigo, insígnias e armarias, entre outros.

### Arquivo Público Mineiro
Ao lado do Museu Mineiro está o Arquivo Público Mineiro, instituição cultural mais antiga de Minas. Criado em Ouro Preto, em 1895, está instalado também em antiga residência da época da construção de Belo Horizonte. Abriga milhares de documentos de origem pública e privada, do século XVIII ao século XX, abrangendo os períodos colonial, imperial e parte do republicano. Inclui ainda manuscritos e impressos, mapas, plantas, fotografias, gravuras, filmes, livros, folhetos e periódicos, todo este acervo disponível para consulta pública. Entre o Museu Mineiro e o Arquivo Público está sendo construída uma cafeteria, mais um espaço de convivência para o visitante do Circuito Cultural.

### Biblioteca Pública Luiz de Bessa
Projetada por Oscar Niemeyer em 1954, a Biblioteca Pública Estadual, também integra o Circuito Cultural Praça da Liberdade. Com cerca de 200 mil títulos disponíveis, entre livros, jornais correntes e históricos, revistas correntes e históricas para consulta, recebe diariamente 1.500 pessoas. Seu acervo reúne obras representativas da produção intelectual de escritores brasileiros, além de coleção de autores mineiros de todas as épocas, bem como obras raras de reconhecida importância. Conta com amplo acervo digitalizado, salas de estudo e de pesquisa via internet, além de teatro e galeria de arte.
O nome da Biblioteca presta uma justa homenagem a Antônio Luiz de Bessa, professor, jornalista e intelectual nascido em Amarante, Portugal, em 1894 e que chegou a Juiz de Fora, na Zona da Mata, com 12 anos. Luiz de Bessa foi redator-chefe dos jornais Estado de Minas e Folha de Minas, organizou o serviço de radiodifusão no Estado, com destaque para a Rádio Inconfidência, e trabalhou, de 1942 a 1945, como oficial de gabinete do governador Benedito Valadares (1892-1973). Faleceu em 16/02/1968, em Belo Horizonte/MG.  